# ウォルター・アイザックソン
ウォルター・アイザックソン（Walter Isaacson、1952年5月20日 - ）は、アメリカ合衆国のジャーナリスト、伝記作家、大学教授である。ワシントンD.C.に本拠を置く超党派の政策研究機関であるアスペン研究所の所長兼CEO、CNNの会長兼CEO、『タイム』誌の編集長などを歴任している。
主な著書に『レオナルド・ダ・ヴィンチ』（2017年）、『スティーブ・ジョブズ』（2011年）、『アインシュタイン その生涯と宇宙』（2007年）、などがある。
アイザックソンは、テュレーン大学の教授であり、ニューヨークの金融サービス会社であるペレラ・ワインバーグ・パートナーズの顧問パートナーでもある。ハリケーン・カトリーナからの再建を監督したルイジアナ復興局の副局長、ボイス・オブ・アメリカを運営する政府委員会の議長、国防革新委員会委員なども務めた。

## 若年期と教育
アイザックソンは、ルイジアナ州ニューオーリンズで生まれた。
ハーバード大学で歴史と文学を専攻し、1974年に卒業した。その後、ローズ奨学制度によりオックスフォード大学ペンブルック・カレッジに留学し、哲学・政治学・経済学(PPE)を学び、First Class Honoursで卒業した。

## キャリア

### メディア
アイザックソンは、ロンドンの『サンデー・タイムズ』紙でジャーナリストとしてのキャリアをスタートさせた。その後、『ニューオリンズ・タイムズ＝ピカユーン』紙に勤務した。1978年に『タイム』誌の編集部員となり、同誌の政治特派員、ナショナル・エディター、ニューメディア・エディターを経て、1996年に同誌の第14代編集長に就任した。
アイザックソンは2001年7月にトム・ジョンソンの後任としてCNNの会長兼CEOに就任した。そのわずか2か月後にアメリカ同時多発テロ事件が発生し、CNNの事件報道を先導することとなった。アイザックソンは、CNNに就任して間もなく、CNNが共和党員や保守派に不公平な内容を放送しているという批判について、アメリカ議会の共和党指導者たちの意見を求めたことで注目を集めた。『ロール・コール』誌によれば、アイザックソンは、「私は、CNNの共和党員への取材がオープンではないと感じている多くの共和党員に接触しようとしていたし、彼らの懸念を聞きたかった」と述べた。このCEOの行動は、Fairness & Accuracy In Reporting(FAIR)という団体から、アイザックソンの「迎合的」行動が保守派政治家にCNNに対する権力を与えている、と批判された。
2003年1月、アイザックソンは、CNNの社長を退任してアスペン研究所の所長に就任することを発表した。
2018年、テュレーン大学の歴史学教授とニューヨークの金融サービス会社・ペレラ・ワインバーグ・パートナーズの顧問パートナーになるために、アスペン研究所の所長兼CEOを退任することを発表した。
2017年3月、アイザックソンはデル・テクノロジーズと共同で、テクノロジーがビジネスに与える影響をテーマにしたポッドキャスト"Trailblazers"を開始した。2018年、アイザックソンは、『チャーリー・ローズ・ショー』に代わるPBSとCNNの新番組、『アマンプール・アンド・カンパニー』(Amanpour & Company)の共同司会者に指名された。

### 著述業
著書に、『アメリカン・スケッチ』（2009年）、『アインシュタイン その生涯と宇宙』（2007年）、『ベンジャミン・フランクリン』（Benjamin Franklin: An American Life、2003年）、『キッシンジャー』（Kissinger: A Biography、1992年）などがある。また、エヴァン・トーマスとの共著に『ザ・ワイズ・メン』（The Wise Men、1986年）がある。
スティーブ・ジョブズの死の直後の2011年10月24日、アイザックソンはApple社から公認されたジョブズの伝記『スティーブ・ジョブズ』を出版した。同書は世界的なベストセラーとなり、伝記本の販売記録を塗り替えた。この本は、ジョブズが亡くなる直前までの2年間に行われた40回以上のインタビューと、起業家の友人や家族、ビジネス上のライバルとの会話に基づくものである。2015年に、この本を原案とした映画『スティーブ・ジョブズ』が公開された。
2014年10月、アイザックソンは『イノベーターズ』(The Innovators: How a Group of Inventors, Hackers, Geniuses, and Geeks Created the Digital Revolution)を出版した。この本は、デジタル革命における顕著で重要な技術革新、特にコンピュータとインターネットの並行した発展の歴史を取り上げたものである。この本は、『ニューヨーク・タイムズ』紙のベストセラーとなった。ジャネット・マスリンは、『ニューヨーク・タイムズ』紙に掲載された書評において、アイザックソンは、この本に書かれた空想家やオタクたちと同族の精神を持っていると評した。
アイザックソンによるレオナルド・ダ・ヴィンチの伝記『レオナルド・ダ・ヴィンチ』が2017年10月17日に出版され、批評家から好意的な評価を得た。2017年8月、パラマウント・ピクチャーズは、アイザックソンのダ・ヴィンチの伝記を映画化する権利をめぐって、ユニバーサル・ピクチャーズとの入札競争に勝利した。同社は、レオナルド・ディカプリオのアッピアン・ウェイ・プロダクションズとの契約に基づいて権利を購入し、ディカプリオを主役にした映画を製作する予定であると発表した。『アビエイター』『グラディエーター』などの脚本家ジョン・ローガンが脚本を担当することになった。

### 公職

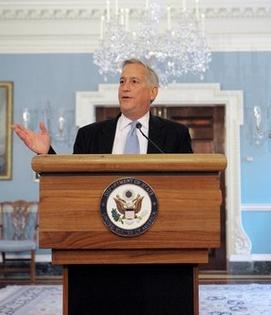
2008年に行われた国務省のブリーフィングでのアイザックソン

2005年10月、ルイジアナ州知事のキャスリーン・ブランコは、ハリケーン・カトリーナからの復興のための支出を監督するルイジアナ復興局の副局長にアイザックソンを任命した。2007年12月には、ジョージ・W・ブッシュ大統領から、パレスチナ自治区における経済・教育機会の創出を目的とした「アメリカ・パレスチナ・パートナーシップ」の議長に任命された。また、ヒラリー・クリントン国務長官からは、イスラム圏への民間投資やパートナーシップを促進するパートナーズ・フォー・ニュー・ビギニングの副議長に任命された。
また、枯葉剤に関する米越対話の共同議長を務め、2008年1月には、アメリカがダナンの空軍基地に残したダイオキシンを封じ込めるプロジェクトの完了と、被災地での保健所やダイオキシン研究所の建設計画を発表した。2008年、アメリカ国立衛生研究所の諮問委員に任命された。2009年、バラク・オバマ大統領より、ボイス・オブ・アメリカやラジオ・フリー・ヨーロッパなどのアメリカ政府の国際放送を運営するアメリカ合衆国放送管理委員会の議長に任命され、2012年1月まで務めた。
2014年、ミッチ・ランドリュー・ニューオリーンズ市長より、2018年に300周年を迎えるニューオリンズ市の記念事業を計画する「ニューオリーンズ三百周年委員会」の共同議長に任命された。2015年、オバマ大統領の反貧困と若者の機会に関するイニシアチブの実行を目指す"My Brother's Keeper Alliance"の役員に任命された。2016年、ミッチ・ランドリュー市長から任命され、市議会で承認されて、ニューオリンズ市計画委員会委員に就任した。また、国防総省の防衛イノベーション諮問委員会委員でもある。

## その他の役職
アイザックソンは、金融サービス会社・ペレラ・ワインバーグ・パートナーズの顧問パートナーである。ティーチ・フォー・アメリカの名誉会長であり、ユナイテッド航空、ハリバートン研究所、『ニューオリンズ・タイムズ＝ピカユーン』紙、ブルームバーグ・フィランソロフィー、ロックフェラー財団、カーネギー研究所、アメリカ歴史家協会の理事を務め、2012年にはアメリカ歴史家協会会長を務めた。
アイザックソンはテュレーン大学の教授であり、History Of the Digital Revolution（デジタル革命の歴史）というコースを教えている。

## 賞と栄誉
アイザックソンは、起業家の人生を描いた著書『スティーブ・ジョブズ』で、2012年のジェラルド・ローブ賞を受賞した。
2012年には、世界で最も影響力のある人物を選出する「タイム100」の一人に選ばれた。アイザックソンはロイヤル・ソサエティ・オブ・アーツのフェローであり、2013年には同協会のベンジャミン・フランクリン・メダルを受賞した。また、アメリカ芸術科学アカデミー、アメリカ哲学協会の会員である。
2014年、全米人文科学基金は、アイザックソンを人文科学分野での業績に対するアメリカ連邦政府の最高の栄誉であるジェファーソン・レクチャーに選出した。アイザックソンの講義のタイトルは"The Intersection of the Humanities and the Sciences"（人文科学と科学の交差点）だった。

## 著書
- Isaacson, Walter & Evan Thomas (1986). The Wise Men: Six Friends and the World They Made. New York: Simon and Schuster[39]
- Kissinger: A Biography. (Simon & Schuster, 1992) ISBN 978-0671663230[40]
  - 日本語訳 別宮貞徳 訳『キッシンジャー　―世界をデザインした男―』日本放送出版協会、1994年。
- Benjamin Franklin: An American Life. (Simon & Schuster, 2003) ISBN 978-0684807614[41][42]
- Einstein: His Life and Universe. (Simon & Schuster, 2007) ISBN 978-0743264747[43][44]
  - 日本語訳 二間瀬敏史 訳『アインシュタイン その生涯と宇宙』武田ランダムハウスジャパン、2011年。
- Isaacson, Walter (December 2009). “How Einstein divided America's Jews”. The Atlantic 304 (5):  70–74.
- American Sketches. (Simon & Schuster, 2009) ISBN 978-1439183441
- Steve Jobs. (Simon & Schuster, 2011) ISBN 978-1451648539
  - 日本語訳 井口耕二 訳『スティーブ・ジョブズ』講談社、2011年。講談社＋α文庫、2015年9月
- The Innovators: How a Group of Inventors, Hackers, Geniuses, and Geeks Created the Digital Revolution. (Simon & Schuster, 2014) ISBN 978-1476708690
  - 日本語訳 井口耕二 訳『イノベーターズ　―天才、ハッカー、ギークがおりなすデジタル革命史―』講談社、2019年。
- Leonardo Da Vinci. (Simon & Schuster, 2017) ISBN 978-1501139154[45][46]
  - 日本語訳 土方奈美 訳『レオナルド・ダ・ヴィンチ』文藝春秋、2019年。文春文庫、2022年3月
- The Code Breaker: Jennifer Doudna, Gene Editing, and the Future of the Human Race. (Simon & Schuster, 2021) ISBN 978-1-9821-1585-2[47]
  - 日本語訳 西村美佐子・野中香方子 訳『コード・ブレーカー　上・下』文藝春秋、2022年。
- Elon Musk (Simon & Schuster, 2023) ISBN 978-1982181284
  - 日本語訳 井口耕二訳『イーロン・マスク 上・下』 文藝春秋、2023年。